# Umjetnost metalnog doba
Umjetnost metalnog doba je umjetničko razdoblje koje se javlja nakon neolitika, pojavom metalurgije metala, ponajprije bakra, a koje završava pojavom prvih civilizacija s kojima se jedno vrijeme i preklapa.

## Umjetnost eneolitika
, oko 2800. – 2200. pr. Kr., vučedolska kultura, Hrvatska.]]
Nakon mlađeg kamenog doba (neolitika) slijedi prvo doba kovina koje nazivamo eneolitik (tzv. bakreno doba –u Europi oko 3000. pr. Kr.). Ono je zapravo prijelazno razdoblje iz neolitika u metalno doba jer je bakar, premda poznat širom Europe još od 4000. pr. Kr., rijedak u prirodi. Tako su ljudi kulture vrpčaste keramike (poznata i kao „kultura ratnih sjekira”) čak oblikovali svoje sjekire imitirajući tragove kalupa metalnih sjekira. Bronca se koristi samo za proizvodnju manjih predmeta za svakidašnju uporabu, dok kamen još uvijek ima primarnu ulogu. No, obrada metala omogućuje nastanak i izradu novih vrsta oružja i oruđa, poboljšava karakteristike već postojećih, te otvara vrata novim izražajnim mogućnostima (nakit). Osim toga, selo, spomenici i umjetnost se ne razlikuje od neolitičke. Usavršavanjem oružja i oruđa, lakšom obradom zemlje i većom proizvodnjom dolazi do pojave privatnog vlasništva, te se postupno obrt odjeljuje od poljoprivrede. 
Zbog mekoće bakra (u početku se koristio samo za nakit) i krhkosti, on nije bio prikladan za izradu mnogih predmeta, zbog čega ovo razdoblje najkraće traje. Pravo metalno doba obuhvaća dva razdoblja, brončano doba (oko 2000. pr. Kr.) i željezno doba (1300. pr. Kr.).

## Umjetnost brončanog doba
Vještina pravljenja bronce pojavila se na srednjem istoku oko 3400 pr. Kr. i odatle je prešla u Europu. Bronca najprije dolazi u jugoistočnu Europu, a zatim u srednju i sjevernu Europu oko 2000 pr. Kr. Brojni rudnici bakra i kositra iz brončanog doba u raznim krajevima Europe dokazuju da su tadašnji ljevači brzo svladali tu vještinu. To je bilo vrijeme dvaju najvažnijih izuma: kotača i lončarskog kola. Izum kotača donio je brojne blagodati i olakšao čovjeku rad, a izum lončarskog kola doveo je do usavršavanja lončarstva, te je posuđe bivalo sve tanjih i glatkijih zidova. Kad se počelo proizvoditi kovinsko posuđe, nastali su i novi oblici oštrih bridova koji se nisu mogli napraviti od gline.
U brončano doba sve je više nakita, osobito kopči ili fibula za kopčanje odjeće spiralnim žičanim ukrasima, koje uz praktičnu namjenu postaju i znak bogatstva. 
Od bronce radi se razno oruđe (npr. srpovi), ali sve više i oružje (vrhovi strijela i koplja, mačevi i bodeži), koje dovodi do ratovanja, agresije i pljačke, ali i sukoba za plodna područja i materijalno bogatstvo. Tako se pored zemljoradnika i stočara u brončanom dobu javlja i treće zanimanje – ratnik. 
Radi odbrane od napadača naselja se premještaju iz dolina na teže osvojive brežuljke i utvrđuje kamenim suhozidom („Kiklopsko zidanje”). Ta utvrđena naselja na brežuljku nazivamo citadelama (gradinama), poput naselja nuraghi na Sardiniji (npr. Su Nuraxi). Ona su bila rasprostranjena diljem Europe i oko njih nastajale su brojne kulture brončanog doba od kojih najviše nalaza pruža egejski kulturni krug koji obuhvaća cikladsku, kretsku (minojsku), ciparsku, mikensku i maloazijsku kulturu. 
Pojavljuje se i nov oblik grobnica, kružnih ili pravokutnih grobnica usječenih u stijenu ili prekrivenih zemljom ili kamenjem kao umjetni humak - tumul. 
U skulpturi se i dalje primjenjuje stilizacija stvarnih motiva i figurativni je prikaz zapravo rijedak. Izrađuju se i skulpture kultnoga ili mitološkog karaktera, kao što su Sunčeva kola iz Trundholma u Danskoj. Prikaz koji simbolizira ili vječno kretanje sunca ili svečanu povorku vezanu za „kult sunca”.
U brončanom dobu javljaju se i prve civilizacije u Mezopotamiji i Egiptu. Kolaps brončanog doba koncem 13. i u 12. stoljeću pr. Kr., u jugozapadnoj Aziji i istočnom Sredozemlju, bio je nasilan, iznenadan i destruktivan, i doveo je do propasti gotovo svakog centra kulture brončanog doba (npr. Hatuša, Mikena i Ugarit). Uslijedilo je „mračno doba” iz kojega će se uzdići nove kulture željeznog doba u 10. stoljeću pr. Kr. (kao što je Novoasirsko Carstvo).

## Umjetnost željeznog doba
Željezno doba se nastavlja na brončano, a početak i trajanje je različito na različitim područjima. U Egiptu tragovi uporabe željeza datiraju još iz 4. tisućljeća pr. Kr., a do opće uporabe željeza dolazi tek oko 1300 pr. Kr., kada široka primjena željeza počinje u Mezopotamiji i Indiji, a oko 1000 pr. Kr. se širi se prema sjeveru i istoku (npr. skitska umjetnost od 7. stoljeća pr. Kr., te kineska umjetnost od 6. stoljeća pr. Kr.). U srednjoj i zapadnoj Europi prodire u 10. st. pr. Kr., i to s egejskoga područja i Podunavljem, te traje kroz cijelo tisućljeće. 
U to doba povećava se broj stanovnika, oblikuju se trgovački putovi i veze, nastaju etničke i etničko-plemenske zajednice („povijesni narodi”), društveno raslojavanje kojim se izdvojio bogati sloj, nastanjen u kneževskim utvrđenim središtima, prepoznatljiv po grobnicama (tumul ili kurgan) s prestižnim prilozima grčkoga, etrurskoga i italskoga podrijetla. Pismo se širi iz Mezopotamije do Hebreja, te preko Feničana i Grka do Rimljana u Italiji.
Starije željezno doba na području srednje i zapadne Europe, halštatska kultura, traje do oko 450. pr. Kr., a mlađe željezno doba ili latenska kultura razvija se u drugoj polovici 1. tisućljeća pr. Kr. Ova razdoblja se odlikuju raskošnim oblicima oružja, opreme i dodataka koji više nisu samo izlijevani, nego i kovani, dok su im ukrasi bogati zakrivljenim linijama namjesto običnih linearnih.
U Italiji je etruščanska umjetnost cvala sve do rimskih osvajanja i nestala je njihovim osvajanjem posljednjeg etruščanskog grada Velzna 265. pr. Kr. Upravo je kraj željeznog razdoblja na području srednje i zapadne Europe vezan uz dolazak Rimljana, što označava i kraj prapovijesti.